# Trận Vendôme
Trận Vendôme là một trận đánh quan trọng trong chiến dịch tấn công Pháp của quân đội Phổ – Đức vào các năm 1870 – 1871, đã diễn ra từ ngày 14 cho đến ngày 17 tháng 12 năm 1870 tại thị trấn Vendôme của nước Pháp. Trong cuộc giao tranh quyết liệt này, Quân đoàn X của Vương quốc Phổ dưới quyền chỉ huy của tướng Konstantin Bernhard von Voigts-Rhetz – một phần thuộc Binh đoàn thức hai của Phổ - Đức do Hoàng thân Friedrich Karl chỉ huy – đã tấn công Binh đoàn Loire của quân đội Pháp do tướng Antoine Chanzy và đô đốc Bernard Jauréguiberry (nguyên là một sĩ quan hải quân của Pháp) chỉ huy, đánh bại người Pháp trong một cuộc pháo chiến vào ngày 16 tháng 12 và cuối cùng đã giành được chiến thắng. Với thắng lợi này, người Đức đã đánh bọc sườn phải của đối phương, và buộc quân lực của Pháp phải triệt thoái khỏi vị trí phòng ngự rắn chắc hơn của họ tại Fréteval – nơi họ đã giao tranh bất phân thắng bại với một đạo quân khác của Phổ. Chiến thắng Vendôme cũng mang lại cho quân đội Phổ - Đức một số tù binh và khí giới của Pháp, trong khi tình thế bất lợi đoàn quân của Chanzy đã khiến cho ông phải vội vã tiến hành cuộc triệt thoái tới Le Mans.

## Bối cảnh lịch sử
Vào ngày 11 tháng 12 năm 1870, với thất bại trong nhiều ngày kịch chiến với đoàn quân Phổ do Đại Công tước xứ Mecklenburg trong trận đánh Beaugency, tướng Chanzy của Pháp bắt đầu tiến hành một cuộc triệt binh. Vào ngày 12 tháng 12, khi biết được rằng Chanzy bắt đầu rút quân về hướng tây bắc, người Đức đã tiến hành truy kích. Nhưng, Chanzy đã đánh lừa được quân Đức: họ tưởng rằng ông sẽ chạy đến Tours, nhưng thật ra ông ta kéo quân đến một vị trí vững mạnh hơn vị trí mà ông ta đã bỏ, trên con đường trực tiếp đến Paris. Tại đây, ông có thể nhận quân tiếp viện từ phía tây. Quân của Chanzy đã triệt thoái trong tình cảnh khó khăn, và hứng chịu thiệt hại nặng nề trong các cuộc chặn hậu của mình. Tuy nhiên, do sự cẩn trọng của lực lượng kỵ binh Đức, người Pháp đã đến được các vị trí phòng ngự mới của mình trên sông Loir, cả từ hai bên Vendôme, vào ngày 13 tháng 12 năm 1870. Và, vào ngày 14 tháng 12: quân đội của Friedrich Franz II, Đại Công tước xứ Mecklenburg đã tiếp cận với quân Pháp vốn đang án ngữ tại một vị trí quan trọng nằm ở ngoại ô thành phố nhỏ Fréteval, và giao tranh đã diễn trong vòng hai ngày ở đây mà không bên nào giành được lợi thế. Vị trí phòng ngự của quân Pháp rất vững chãi tại thành phố này, nhưng tình hình đã cho thấy là quân Đức khỏi phải tiến chiếm Fréteval: sau khi Blois thất thủ vào ngày 13 tháng 12 năm 1870, Quân đoàn X của binh đoàn dưới quyền Hoàng thân Friedrich Karl đã hành quân về hướng tây nam, đến thành phố Vendôme – một thành phố nhỏ về hướng nam Fréteval, cũng nằm ở bờ tây sông Loir và là một phần của chiến tuyến của quân đội Pháp. Tại đây, quân đội Đức phát hiện ra kẻ thù của họ đang án ngữ ở phía trước thành phố, dưới sự yểm trợ của 4 khẩu đội pháo được khai triển trên các cao điểm nơi có một lâu đài cổ kính.

## Diễn biến
Trong các ngày 14 và 15 tháng 12, các cao điểm nêu trên vẫn nằm trong tay quân Pháp.
Giao chiến đã bùng nổ vào giữa ngày 16 tháng 12, khi cả tướng Chanzy lẫn đô đốc Jauréguiberry của Pháp đều hiện diện ở trong thành phố. Điều đó có thể tạo điều kiện cho một cuộc phòng ngự dũng mãnh của quân Pháp, do đó, tướng Von Voigts-Rhetz của đạo quân Đức, để bảo toàn binh lực của mình nhiều nhất có thể, đã xuống lệnh cho lực lượng pháo binh đóng vai trò chủ yếu trong cuộc giao tranh. Từ 3 giờ cho đến 4 giờ rưỡi chiều, đạn pháo của người Đức rền vang như sấm. Tuy nhiên, hỏa lực của quân Đức đã không thể gây tác dụng gì, bởi do đất đai ở đây đầy bùn và có sét, nên đầu nổ quán tính của đạn pháo bị bùn làm cho vô hiệu. Mặc dù vậy, một số khẩu đại bác của Pháp đã bị hư hại, và một trong những chiếc xe goòng chở lương thực bị phá hủy, gây ra thiệt hại nặng nề cho những binh lính Pháp đứng ở gần bên. Các khẩu súng máy mitrailleuse của Pháp cũng đáp trả dữ dội trước hỏa lực của đại bác Đức, nhưng không có hiệu quả đáng kể, bởi vì các lực lượng tấn công của Đức được yểm trợ trên phạm vi lớn. Cuộc pháo chiến đã kết thúc với chiến thắng của các khẩu đại bác của Đức, và đến 5 giờ chiều, người Pháp đã tổ chức triệt binh dưới sự yểm trợ của các khẩu đội pháo trên các cao điểm. Tiếng gầm của pháo thực sự đã kết thúc khi trời gần tối. Các sĩ quan quân đội Pháp đã bàn đến kết quả của các sự việc trong ngày hôm sau (17 tháng 12) với thái độ hết sức tự tin. Tuy nhiên, quân lực của Hoàng thân Friedrich Karl đã được hội đủ để có thể giáng đòn trí mạng vào Vendôme.
Trong đêm ngày 16 tháng 12, các lực lượng của Phổ đã tiến hành một vận động với ý định vây khắp thành phố để phát độg tấn công ngay từ khi trời sáng. Buổi sáng ngày 17 tháng 12, những chuẩn bị này được lộ rõ, và người Pháp hoảng loạn. Họ quyết định phá vỡ ngọn cầu bắc qua sông Loir – điều mà họ đã thực hiện nhanh chóng dù không suôn sẻ lắm – và triệt thoái. Quân Đức tiến vào thành phố, và cây cầu đã không bị hư hại nặng nề. Vào lúc 11 giờ sáng, một khẩu đội pháo của Phổ đã được đưa vào vị trí trên các cao điểm. Họ đã khai pháo vào các đội hình hàng dọc đang rút lui của Pháp. Sau nửa tiếng đồng hồ, cuộc công pháo kết thúc, và một số tù binh và đại bác của Pháp đã được đưa đến.

## Ý nghĩa
Chiến thắng của quân đội Đức tại Vendôme đã tạo nên ảnh hưởng lớn đối với diễn biến tiếp theo của chiến dịch. Bị bọc sườn phải, người Pháp phải bỏ lại cả Fréteval và Vendôme về tay đối phương. Làm chủ được Vendôme, người Đức đã thu giữ 1 khẩu súng máy và 6 đại bác của đội quân Pháp bại trận. Thế trận đã xoay chuyển sang chiều hướng bất lợi cho Chanzy, và ông ta đã rút quân về Le Mans. Giờ đây, chiến tuyến của quân Đức đã trải dài từ Cloyes đến Morée ở phía bắc, qua Vendôme, tới Blois về phía đông nam. Sư đoàn của Đại Công tước xứ Mecklenburg đã chiếm giữ Cloyes và Morée. Trong khi đó, Quân đoàn X nắm giữ Vendôme và Quân đoàn IX án ngữ tại Blois.
Quân Pháp tiến vào Le Mans trong ngày 21 tháng 12 năm 1870, và lực lượng rệu rã của họ đã tập kết trong các doanh trại xung quanh vị trí chiến lược quan trọng hàng đầu này. Mặc dù quân đội Đức làm chủ được chiến tuyến từ Le Mans tới Tours, phải đến tháng 1 năm 1871, sau nhiều cuộc giao tranh lẻ tẻ, Binh đoàn Loire của Pháp mới bị đánh bại hoàn toàn trong trận Le Mans kéo dài 4 ngày.